# あきる野市立東秋留小学校
あきる野市立東秋留小学校（あきるのしりつひがしあきるしょうがっこう）は、東京都あきる野市にある公立小学校。1873年（明治6年）に創立。創立記念日は2月10日。

## 交通アクセス
- JR五日市線 東秋留駅
- 首都圏中央連絡自動車道 あきる野インターチェンジ

## 周辺
- 秋留台公園
- 秋川 (東京都)

## 出身者
- 澤井敏和（元あきる野市長）